# Хазар'ян Семен Аркадійович
Семен Аркадійович Хазар'ян (22.05.1922 — 24.03.1977) — командир відділення 496-ї окремої розвідувальної роти. Герой Радянського Союзу.

## Біографія
Народився 22 травня 1922 року в місті Мелітополь нині Запорізької області в родині службовця. Українець. Член ВКП(б)/КПРС з 1942 року. Закінчив 10 класів.
У Червоній Армії з серпня 1941 року. У діючій армії з вересня 1941 року. Воював у складі 38-го інженерного полку на Південному і Північно-Кавказькому фронті. Після розформування полку в жовтні 1942 року був направлений в 496-ю окрему розвідувальну роту 236-ї стрілецької дивізії, де був призначений заступником політрука. У вересні-грудні 1942 року брав участь в Туапсинській оборонній, а з січня 1943 року — в Північно-Кавказькі наступальній операції, звільняв Майкоп та Краснодар.
Тут Хазар'яну знадобилися навички сапера, придбані за час служби в інженерному полку. Так, при виконанні бойового завдання в районі селища Шаумян при просуванні радянських частин він 15-16 січня 1943 року розміновував 25 землянок і бліндажів, замінованих противником. 17-18 січня розміновував мінне поле площею 4000 квадратних метрів, провів через мінне поле розвідувальну групу. 19 січня, перебуваючи в дозорі, знищив двох німецьких спостерігачів і одного снайпера. За відмінність у цих боях червоноармієць Хазар'ян був нагороджений орденом Червоної Зірки.
У березні 1943 року 236-я стрілецька дивізія у складі 46-ї армії була виведена в резерв і після доукомплектування в червні 1943 року увійшла до складу Південно-Західного фронту, де брала участь у Донбаській стратегічної операції, а у вересні того ж року передана Степовому фронту.
Наприкінці вересня 1943 року 46-а армія вийшла до Дніпра північніше Дніпродзержинська. Відділення розвідників 496-ї окремої розвідувальної роти на чолі зі старшиною Хазар'яном у складі групи лейтенанта Шпаківського в ніч на 26 вересня 1943 року таємно переправилося через Дніпро в районі села Сошинівка та розвідало систему оборони противника. Після доповіді про висадку групи на правий берег переправилися підрозділи 509-го стрілецького полку. На середині річки вони були виявлені противником. Ворог відкрив кулеметно-мінометний вогонь. Група Шпаківського раптової атакою придушила вогневі точки противника на пануючій висоті 134,4 і увірвалася в Сошинівку, поклавши початок створенню Аульського плацдарму. Старшина Хазар'ян в цьому бою вогнем і в рукопашній сутичці знищив сімох німецьких солдатів, захопив і знищив вузол зв'язку супротивника. Вранці противники кинули на десантників великі сили. Група, посилена стрілецькою взводом, відбила 11 ворожих контратак і втримала плацдарм до підходу основних сил.
У наступних боях за розширення плацдарму Хазар'ян неодноразово виконував відповідальні завдання командування в якості розвідника-шпигуна, здобуваючи цінні розвідувальні дані. Брав участь у визволенні Дніпродзержинська та Дніпропетровська.

Меморіальна дошка на будинку, де мешкав Хазар'ян.

Указом Президії Верховної Ради СРСР від 1 листопада 1943 року за мужність, відвагу і героїзм старшині Хазар'яну Семену Аркадійовичу присвоєно звання Героя Радянського Союзу з врученням ордена Леніна і медалі «Золота Зірка».
Після боїв на Дніпрі Хазар'ян був направлений у Військово-політичне училище в Ленінграді, яке закінчив у 1944 році. Пізніше воював у Східній Пруссії.
З 1946 року старший лейтенант Хазар'ян — в запасі. У 1953 році закінчив Вищі торговельні курси в Ленінграді. Жив у місті Харків. Працював директором контори вагонів-ресторанів. Помер 24 березня 1977 року. Похований на кладовищі № 2 у Харкові.
Нагороджений орденом Леніна, двома орденами Червоної Зірки, медалями.